# خيسوس أورتيغا
خيسوس أورتيغا (بالإسبانية: Jesús Ortega)‏ هو سياسي مكسيكي، ولد في 5 نوفمبر 1952 في ولاية أغواسكالينتس في المكسيك. حزبياً، نشط في حزب الثورة الديمقراطية. وقد انتخب عضو مجلس الشيوخ من المكسيك وانتخب عضو مجلس النواب المكسيك.